# Aston Martin One-77
L’Aston Martin One-77 est une supercar développée par le constructeur automobile britannique Aston Martin. Dans un premier temps dénommée Aston Martin BDX, elle est finalement appelée One-77 lors de sa présentation, plutôt discrète, au Mondial de l'automobile de Paris 2008.
Seulement 77 exemplaires seront produits, d'où l'origine du nom. L’Aston Martin One-77 est commercialisée depuis fin 2009.

## Caractéristiques

### Design

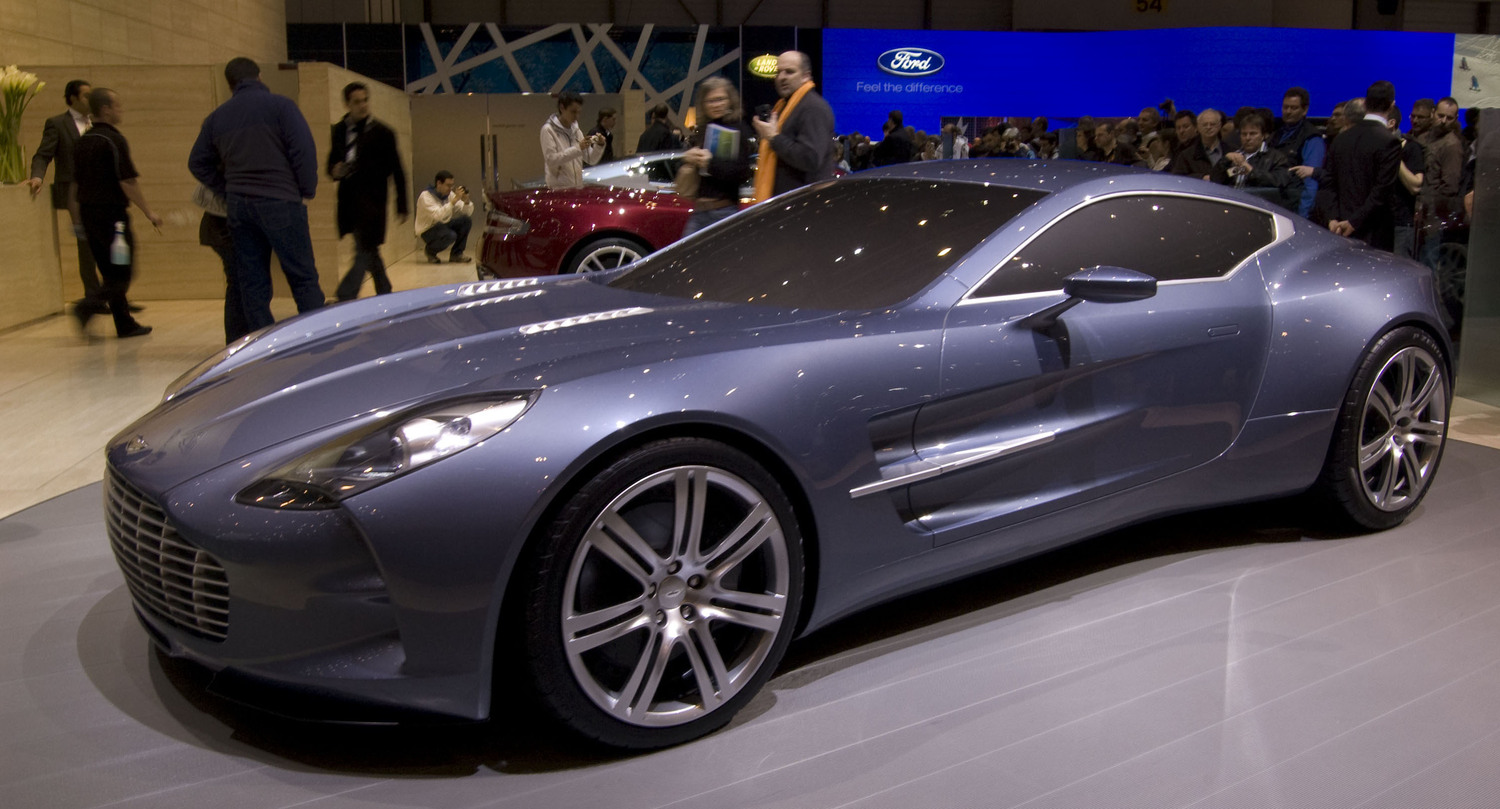
Salon de Genève 2009.

Dérivé de celui d'une Aston Martin DBS, le design est beaucoup plus agressif, aux arêtes très prononcées, aussi bien sur les flancs que sur l'avant du véhicule.
Le président d’Aston Martin, David Richards, explique qu'il s'agit d'« une voiture vraiment spéciale, pour des clients qui souhaitent vivre l’expérience du « sur mesure » à un niveau supérieur. Chacune des voitures sera totalement unique ». Les clients auront la possibilité de prendre part au design de leur automobile, ils pourront poser leurs exigences aux designers et ingénieurs de l’entreprise pour concevoir leur voiture sur mesure.

### Technique
La One-77 est propulsée par un moteur essence atmosphérique V12 de 7,3 litres dont la puissance est de 750 ch, grâce au travail des ingénieurs de Cosworth, permettant d'atteindre 100 km/h en 3,5 s. Elle devient de ce fait l'automobile la plus puissante du constructeur britannique. Le châssis est en carbone et l'habillage en aluminium, configuration rare pour les automobiles, mais octroyant une grande légèreté et une très bonne rigidité.
Selon la firme, elle a atteint 354,86 km/h lors de tests secrets en Europe du Sud sur une plateforme de la marque.

## Variantes

### One-77 Q-Series
Vers la fin de la production, Aston Martin a produit une version spéciale de sept exemplaires de la One-77 appelée « Q-Series ». La partie « Q » du nom provient du programme de personnalisation Q by Aston Martin. La partie « série » du nom est une référence possible à la sélection de livrées qui apparaissent sur chaque voiture.
Les spécifications et les performances sont identiques à celles de la voiture standard[réf. nécessaire]. 

### One-77R
La One-77R est un modèle unique (One-Off), construite sur la base d'un prototype de One-77 en 2019[réf. nécessaire].

### Aston Martin Victor
En septembre 2020, Aston Martin lance la Victor, basée sur la One-77, conçue par le designer de l'Aston Martin Lagonda, Kaize « Ken » Zheng. Elle est dévoilée au Hampton Court Concours 2020 et possède des phares de forme circulaire censés évoquer ceux de l'Aston Martin V8 Vantage de 1977, des échappements latéraux et des pare-chocs latéraux réutilisés de la Vulcan uniquement destinée à la piste. Elle possède un moteur similaire au V12 de la One-77, mais qui développe désormais 836 ch (623 kW) et 822 N⋅m de couple après avoir été revue par Cosworth. Contrairement à la One-77, elle dispose d'une transmission manuelle, ce qui en fait à l'époque l'Aston Martin la plus puissante avec une transmission manuelle.

Aston Martin Victor
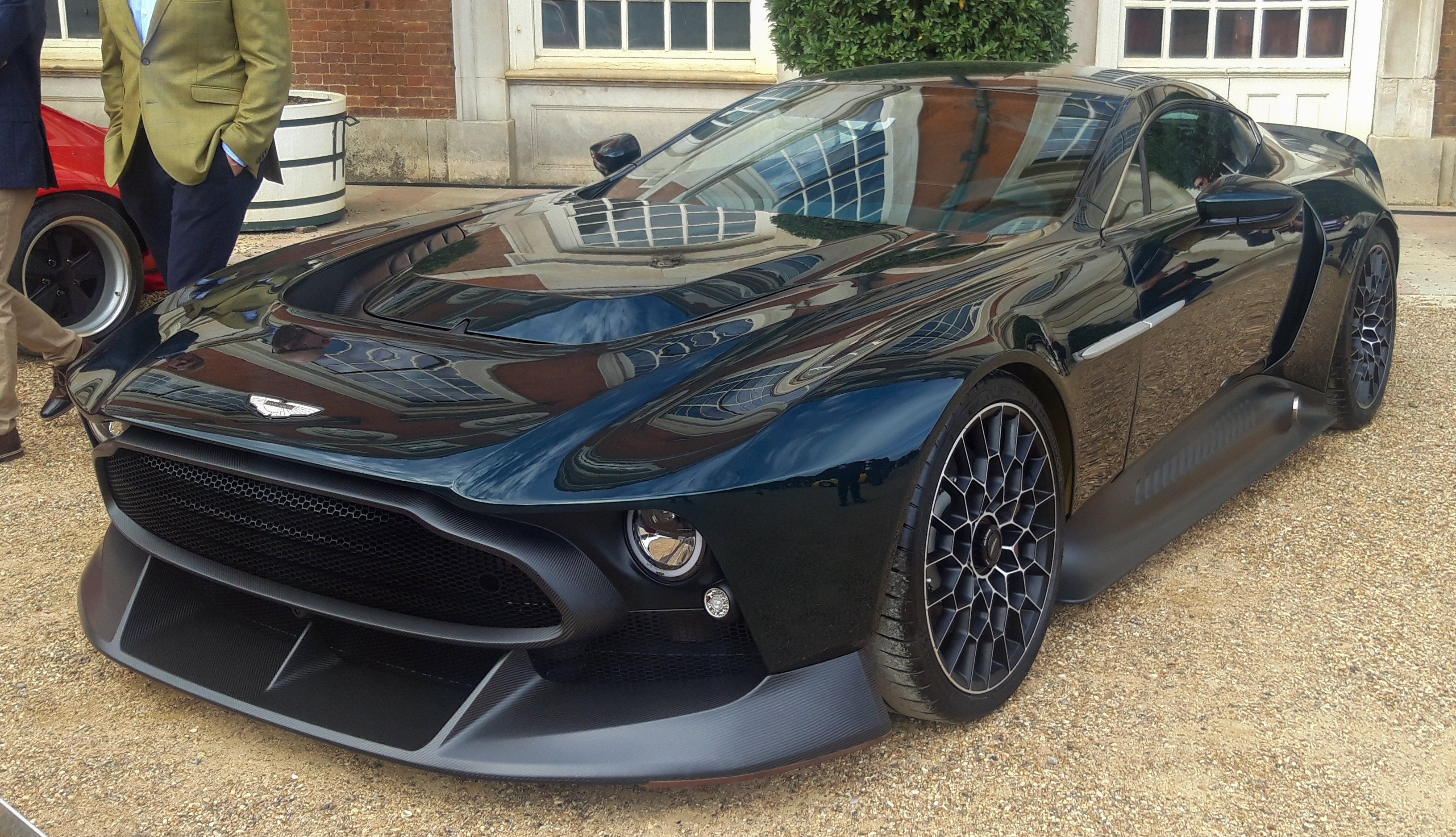
Vue de l'avant.
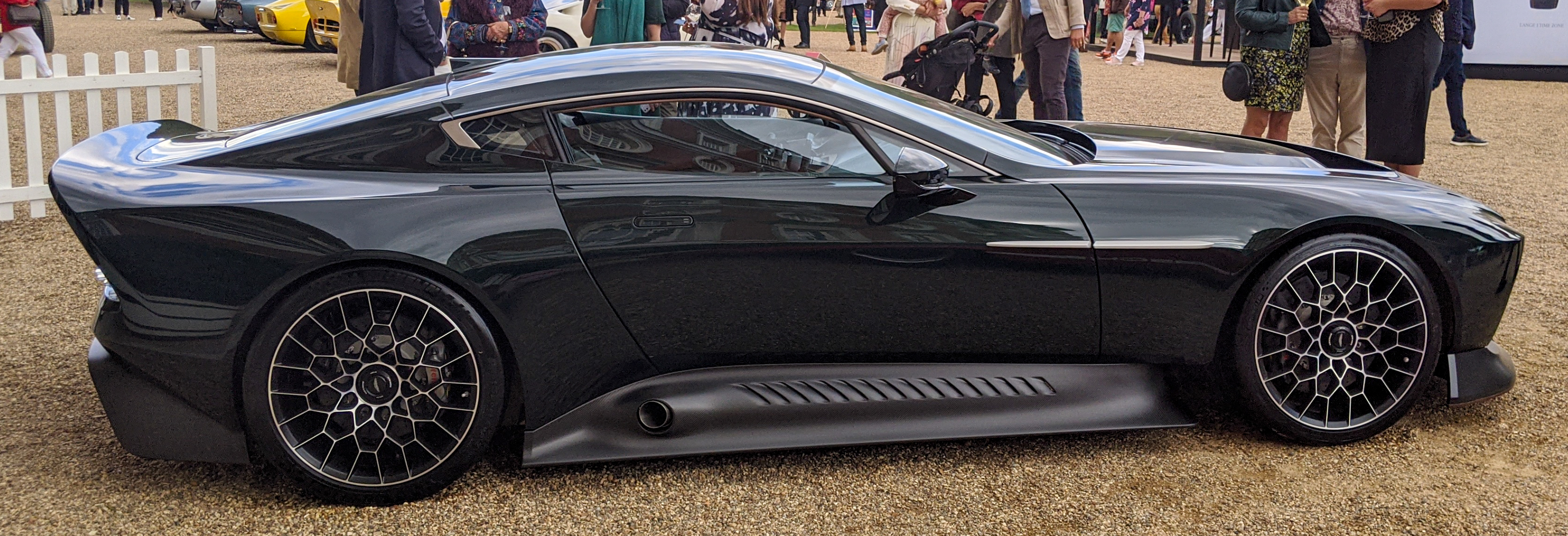
Vue de profil.
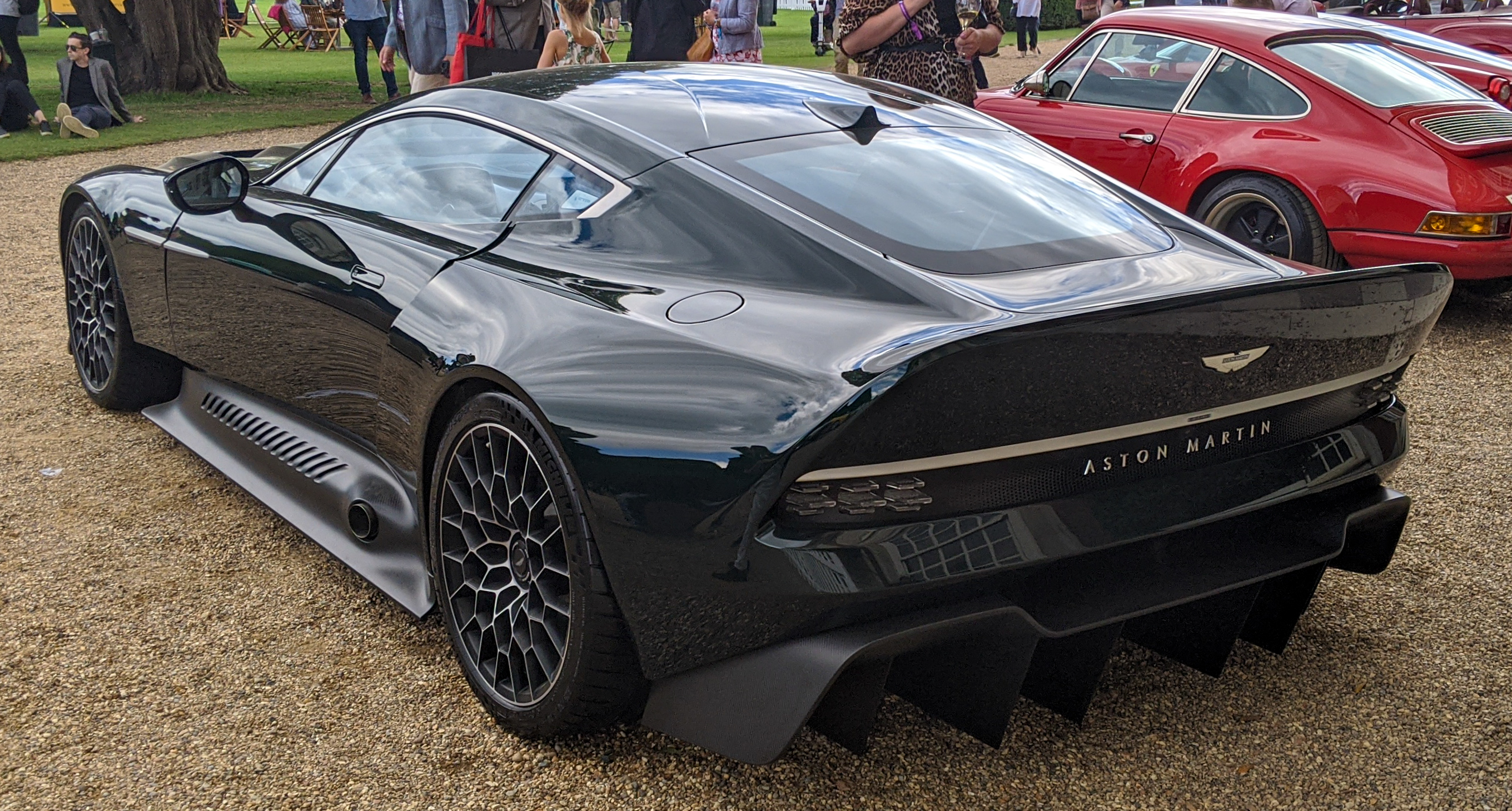
Vue arrière.

## Galerie (Aston-Martin One-77)

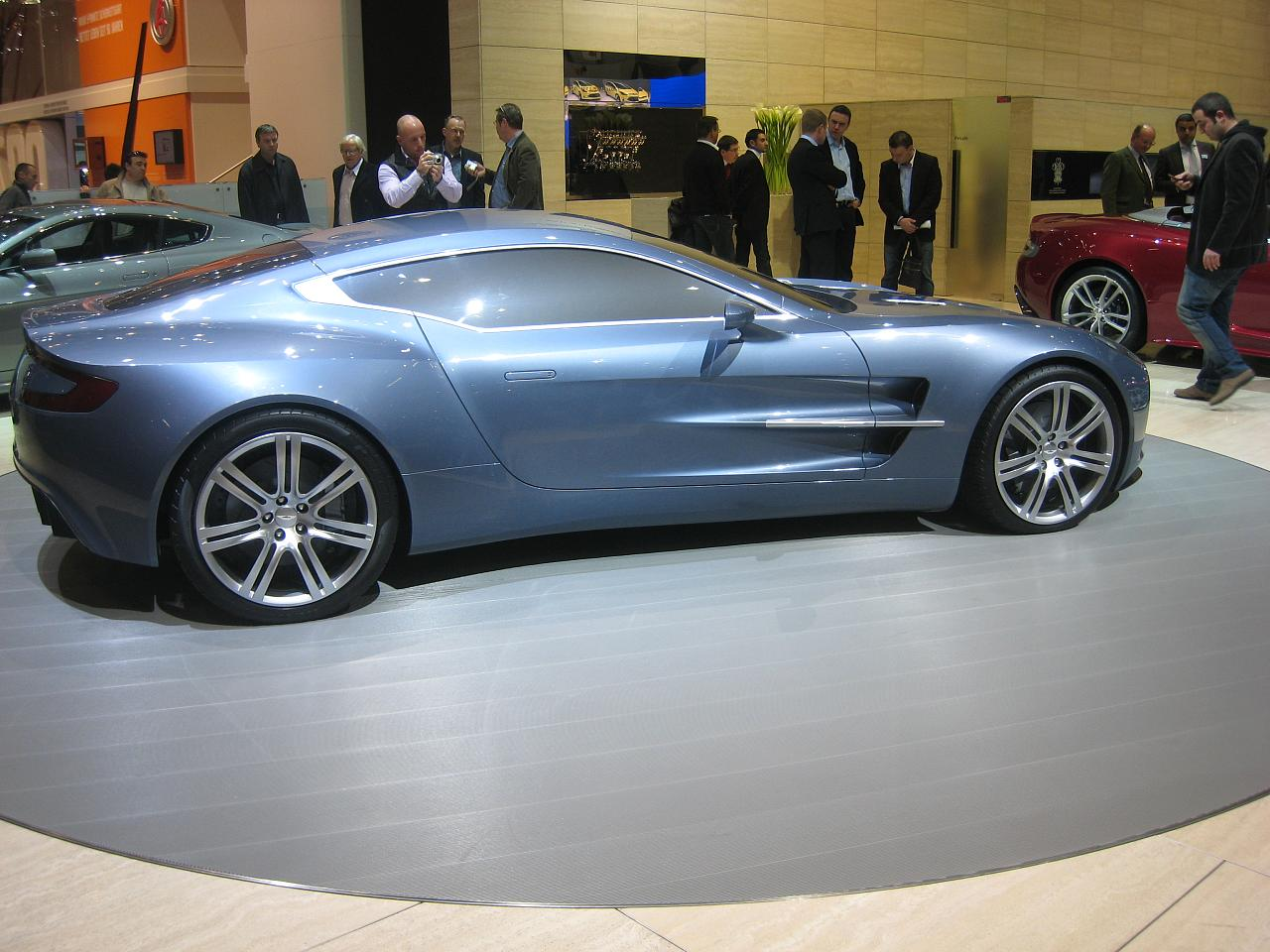
Salon de Genève 2009.
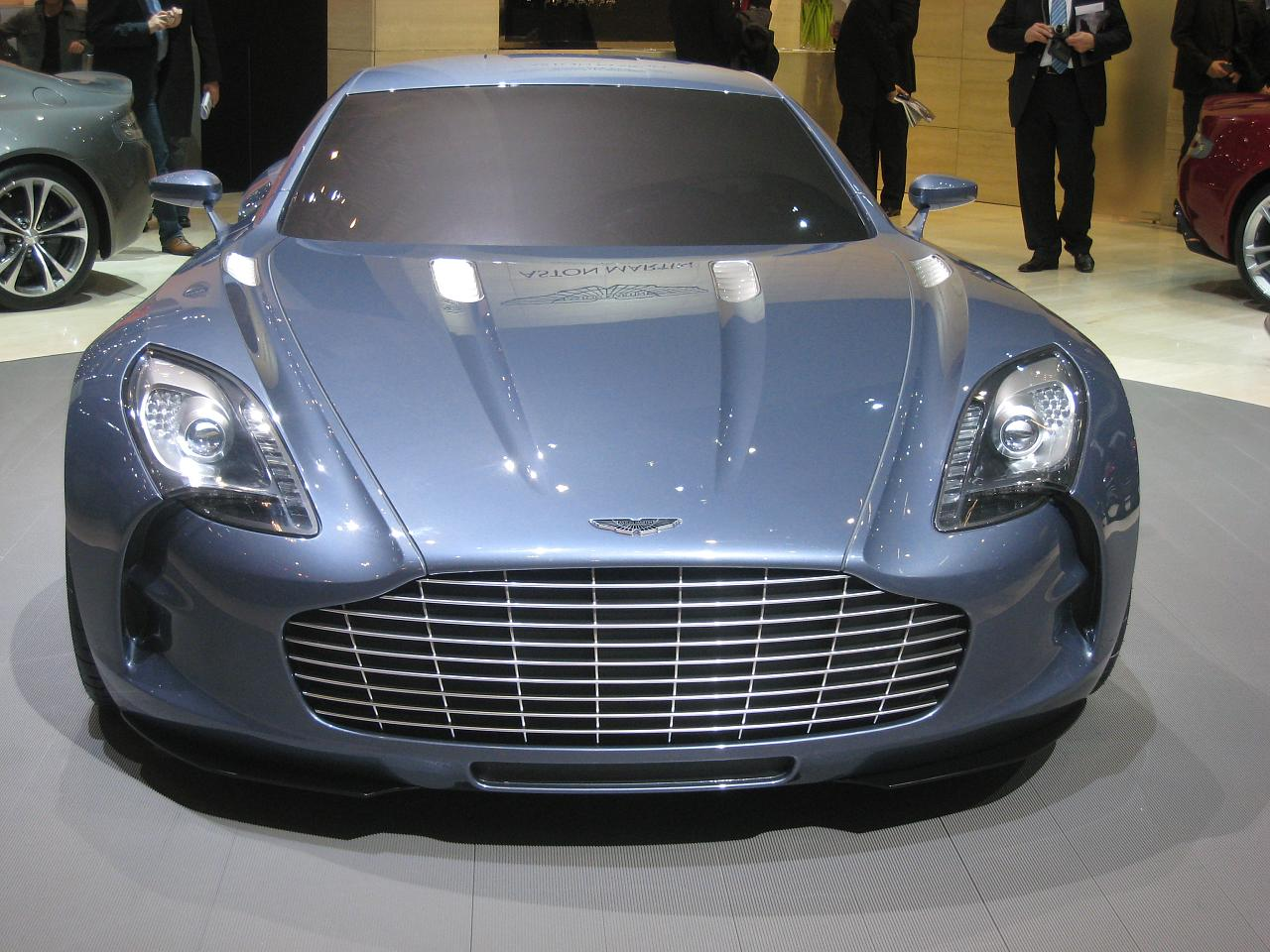
Salon de Genève 2009.
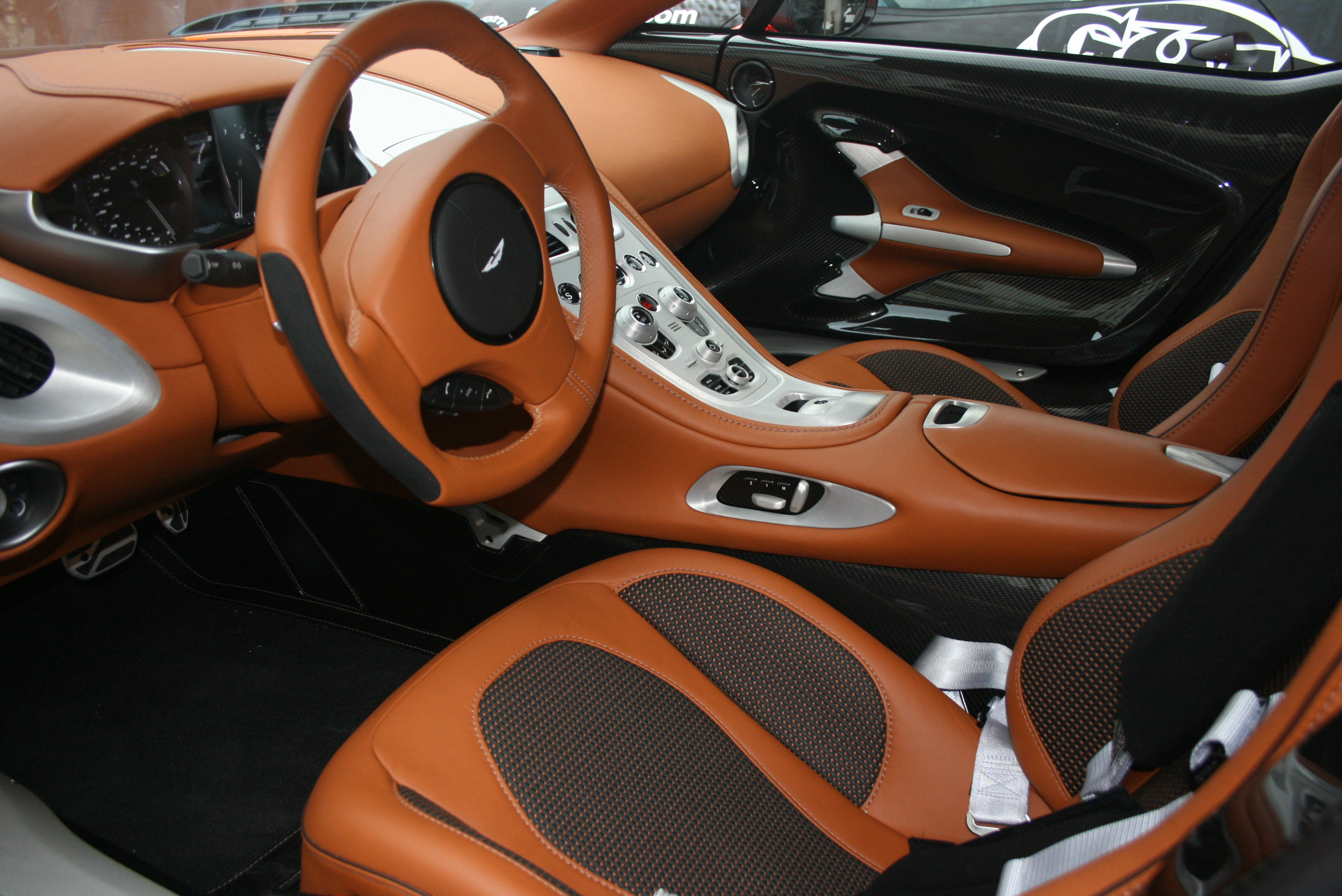
Vue de l'intérieur.
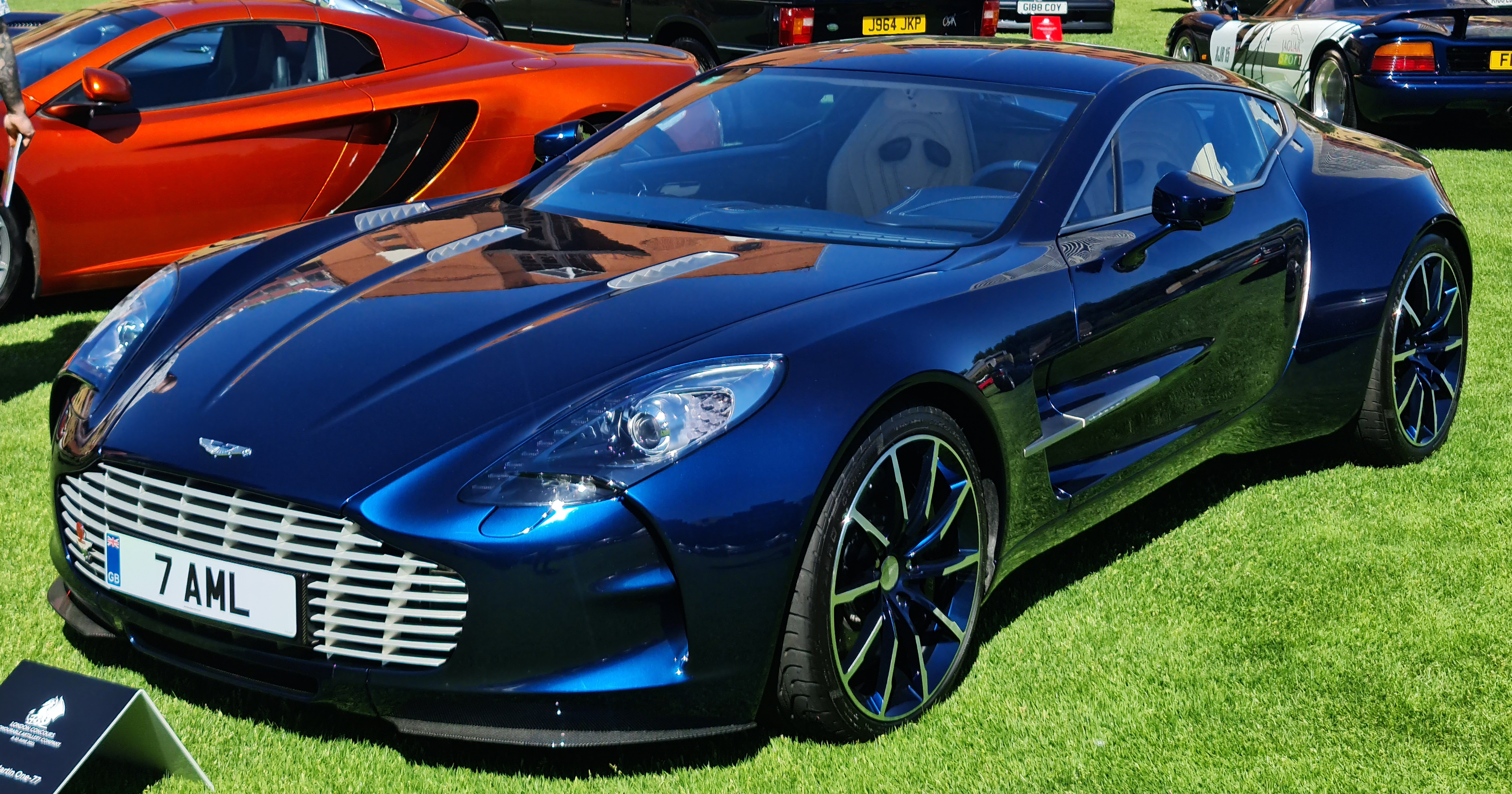
Vue de trois-quarts.
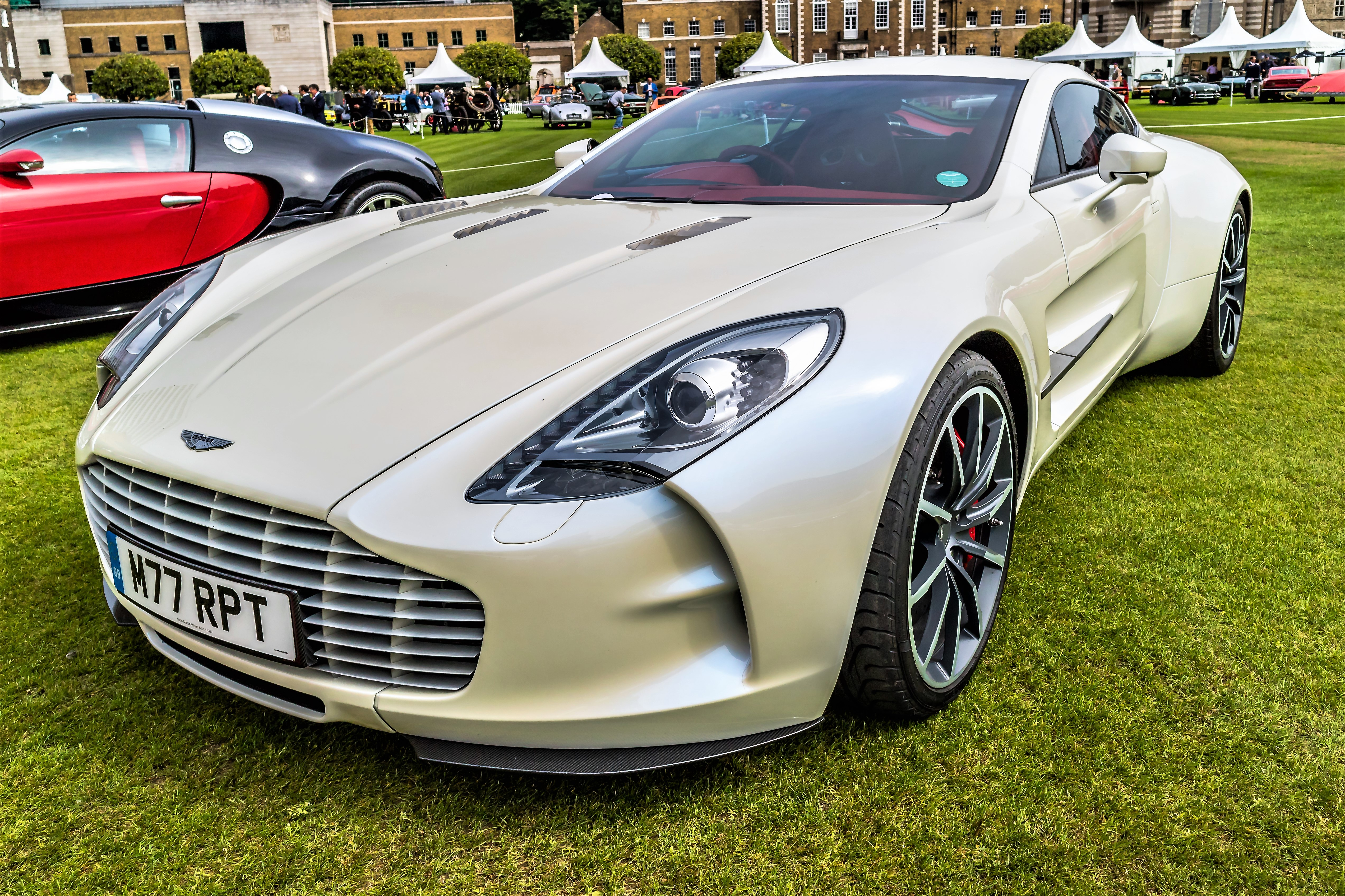
Vue de face.
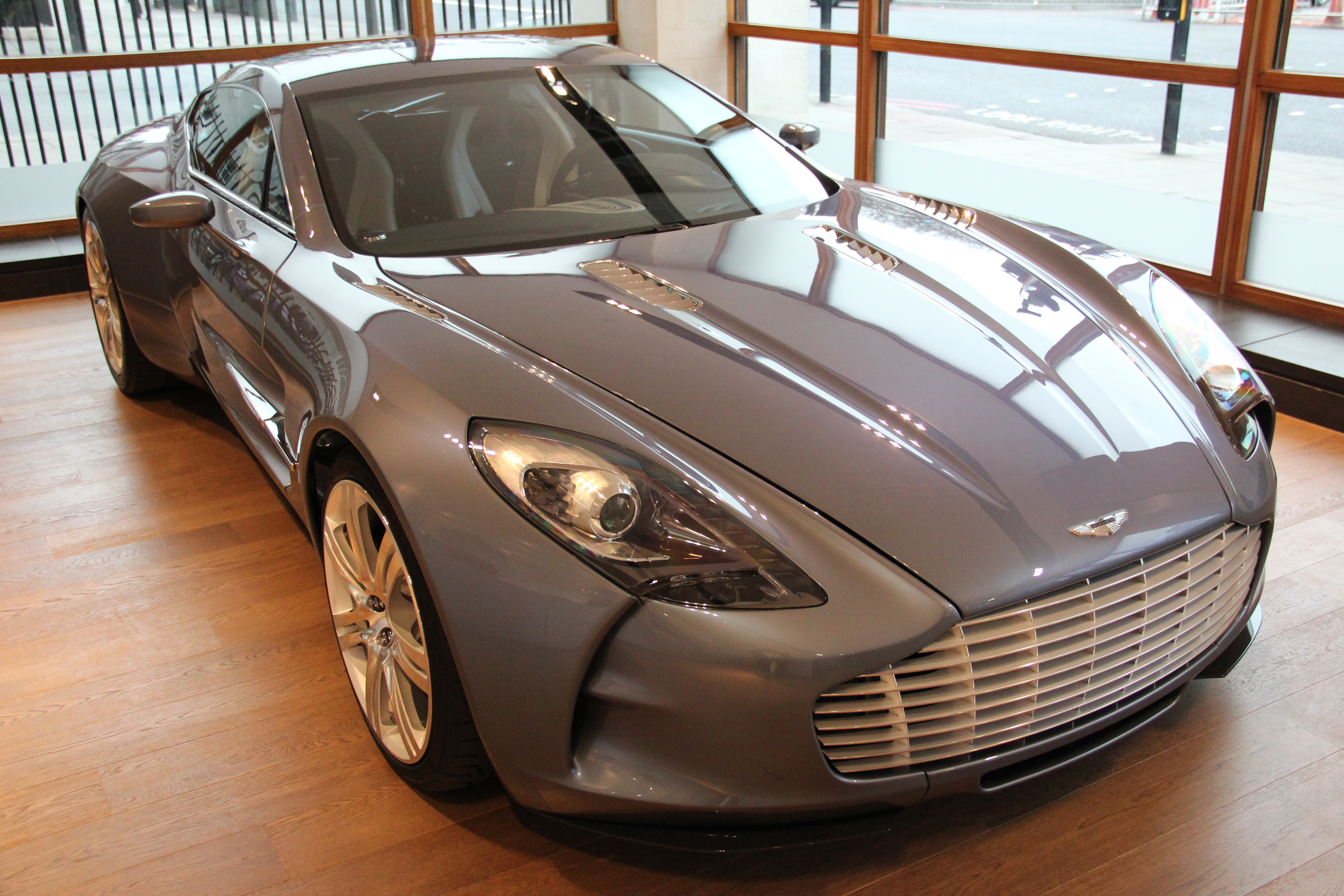
Vue de face.
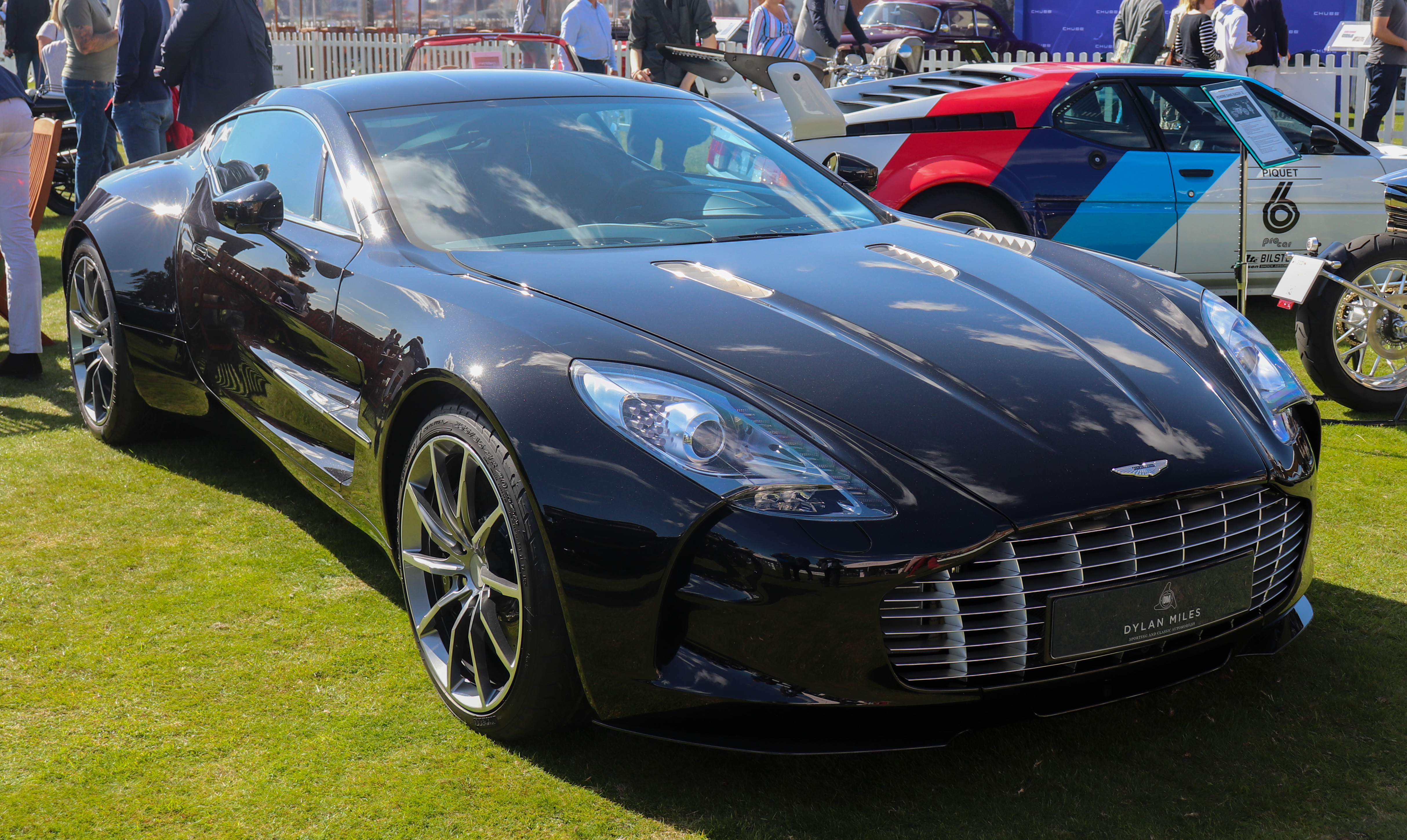
Vue de trois-quarts.
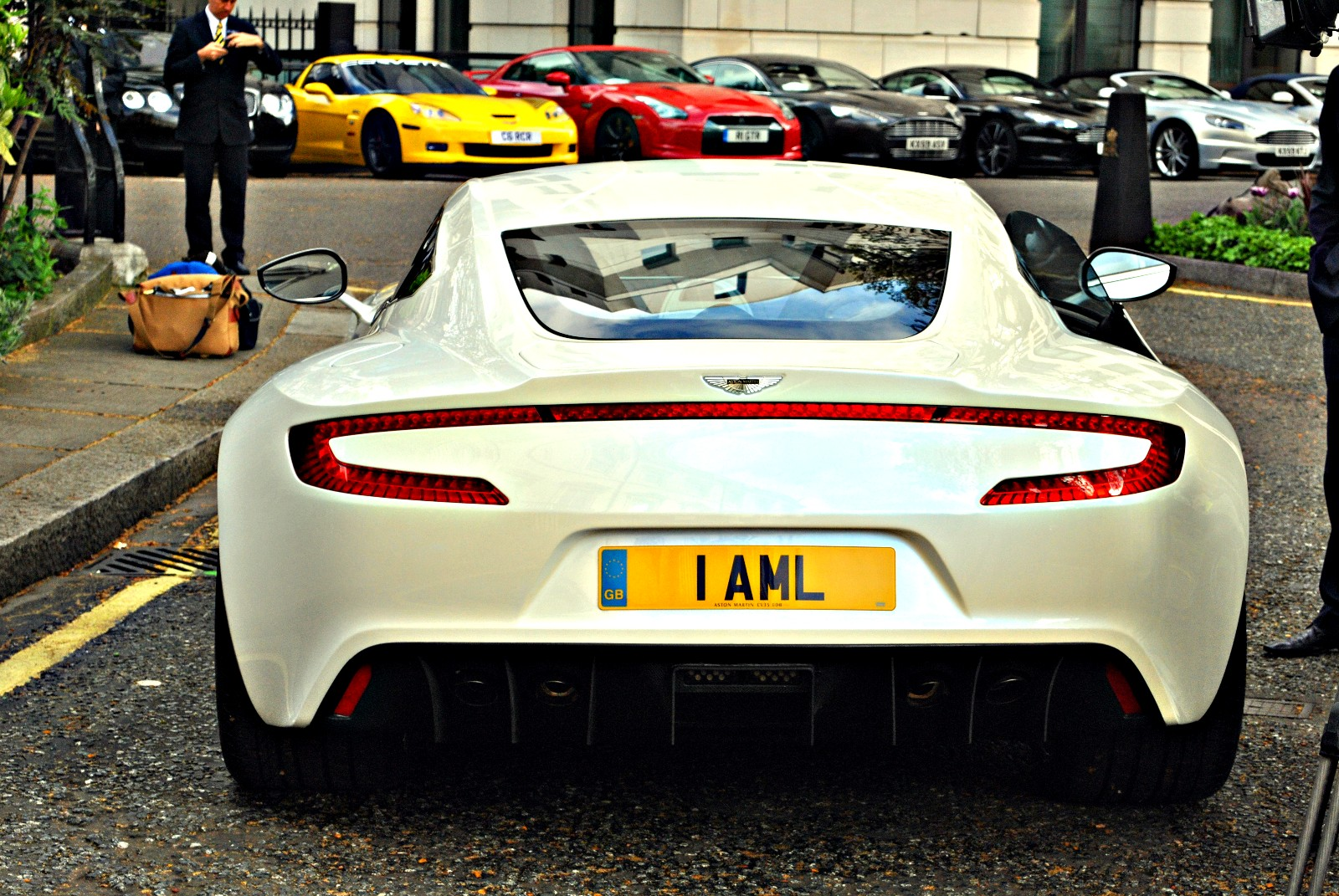
Vue arrière.
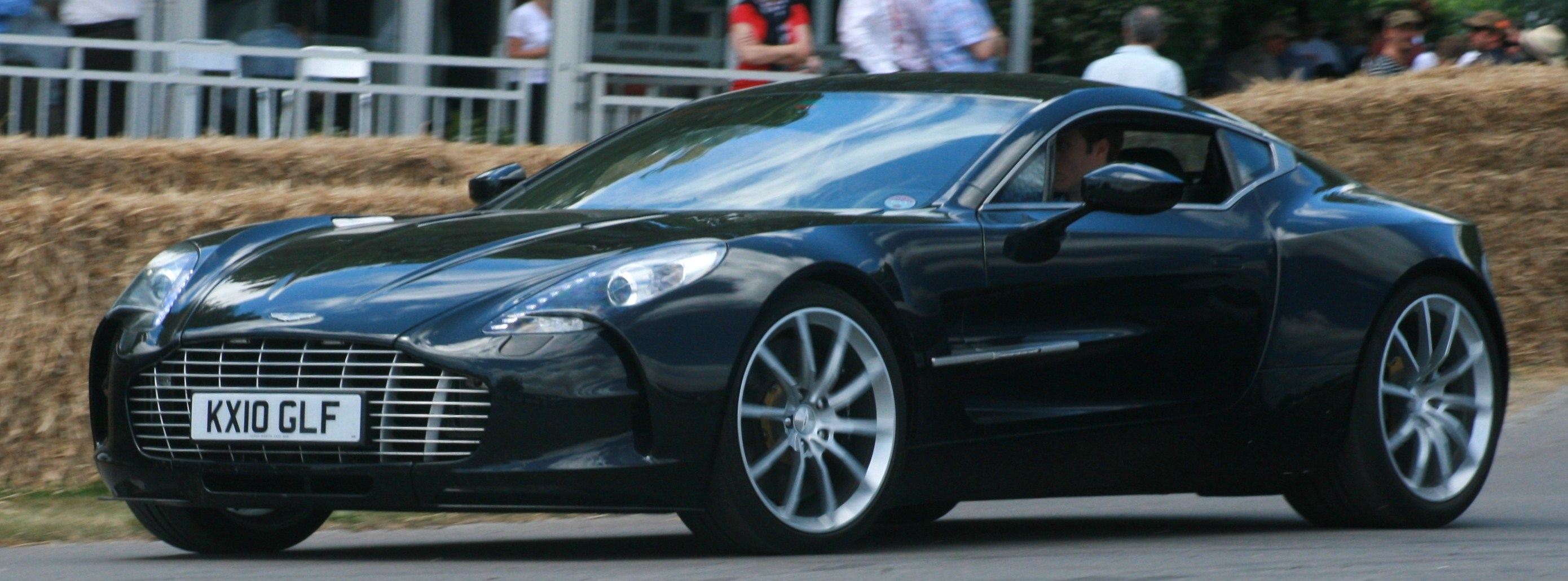
Vue de trois-quarts.
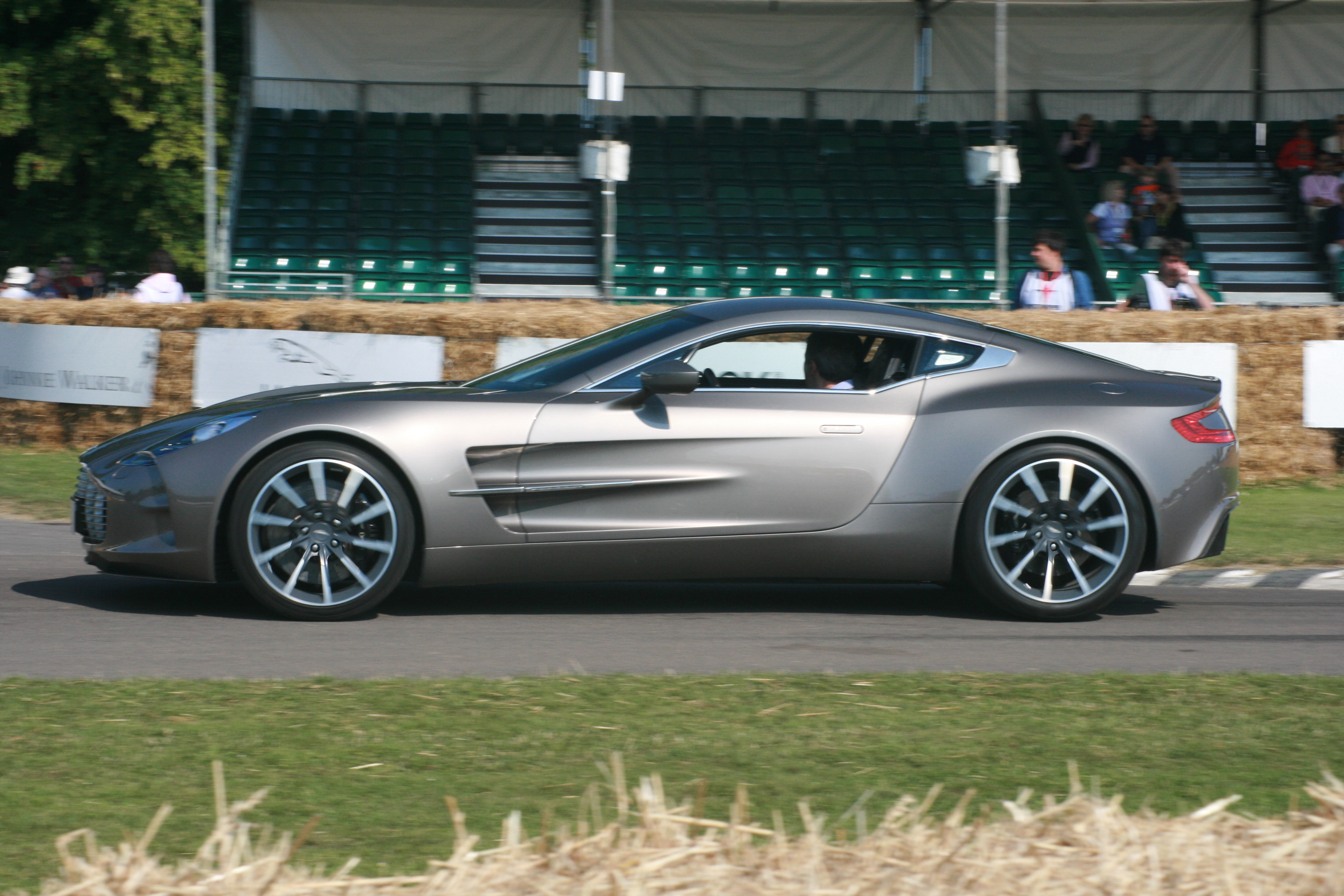
Vue de profil.